# 王欽 (正德舉人)
王欽（14世紀—15世紀），字宗堯，南直隸廬州府無為州人，明朝政治人物。

## 生平
王欽為人純樸，是正德五年（1410年）庚午科應天鄉試第一百二名舉人，授齊河知縣，任官三年不攜帶家屬，兒子帶來士卒探望，被他責罵遣返，齊河人劉應龍稱他「德立而度貞，化行而惠普」，為其立碑稱頌，入祀名宦祠。

## 引用
1. 1 2  嘉慶《無為州志·卷十八·人物志》：王欽，字宗堯，正德庚午舉於鄉，卒業太學，授山東齊河知縣，純篤簡淨，居官三載不以家累自隨，其子攜蒼頭往視，遽叱而遣之，齊人劉應龍稱其「德立而度貞，化行而惠普」為立碑頌之，祀名宦。
2. ↑  光緒《續修廬州府志·卷三十三·宦績傳一》：王欽，字宗堯，無為人，正德庚午舉人，任山東齊河知縣，純篤簡淨、不以家累自隨，齊人劉應龍稱其「德立而度貞、化行而惠普」，為立碑頌之，祀名宦。 州志